# فیونا بیگوود
فیونا بیگوود (انگلیسی: Fiona Bigwood؛ زادهٔ ۲۴ آوریل ۱۹۷۶) سوارکار اهل بریتانیا است.
وی در مسابقات کشوری و بین‌المللی در مجموع برندهٔ ۳ مدال نقره شده‌است.